# La vie est belle (film, 1997)
Pour les articles homonymes, voir La vie est belle et La vita è bella.
Pour plus de détails, voir Fiche technique et Distribution.
La vie est belle (La vita è bella prononcé : [la ˈviːta ɛ ˈbɛlla]) est une comédie dramatique italienne écrite et réalisée par Roberto Benigni sortie en 1997 en Italie.
Le film a connu un succès critique et commercial retentissant. Il a été largement acclamé, les critiques louant son histoire, ses performances et sa réalisation, ainsi que l'alliance du drame et de la comédie, malgré certaines critiques concernant l'utilisation du sujet à des fins comiques. Le film a rapporté plus de 230 millions de dollars dans le monde, dont 57,6 millions aux États-Unis. Il est le deuxième film en langue étrangère ayant rapporté le plus d'argent aux États-Unis (après Tigre et Dragon) et l'un des films en langue non anglaise ayant rapporté le plus d'argent de tous les temps. Le National Board of Review l'a classé parmi les cinq meilleurs films étrangers de 1998.
Le film a remporté le Grand prix du Festival de Cannes 1998, neuf David di Donatello (dont celui du meilleur film), cinq Rubans d'argent en Italie, deux European Film Awards et trois Oscars, dont celui du meilleur film en langue étrangère et celui du meilleur acteur pour Benigni, le premier pour un rôle masculin non‑anglophone.

## Synopsis

### Partie I
En 1939, dans l'Italie fasciste, le jeune juif italien Guido Orefice arrive à Arezzo, en Toscane, pour travailler avec son oncle Eliseo dans un hôtel-restaurant. Il est comique et vif, et tombe amoureux de Dora, une jeune institutrice étouffée par le conformisme familial. Plus tard, Guido la revoit dans la ville où elle est enseignante s'apprêtant à se fiancer à Rodolfo, un fonctionnaire local riche mais arrogant avec lequel il se heurte régulièrement. Guido met en place de nombreuses « coïncidences » pour montrer son intérêt pour Dora.
Finalement, Dora cède à l'affection et aux promesses de Guido. Guido l'enlève à ses fiançailles sur le cheval de l'oncle Eliseo, Robin Hood, humiliant ainsi le fiancé et la mère de Dora. Plus tard, ils se marient, ont un fils, Giosuè, et tiennent une librairie. La mère de Dora lui rend visite une fois et rencontre son petit-fils.

### Partie II
En 1944, au plus fort de la Seconde Guerre mondiale, l'Allemagne nazie occupe le nord de l'Italie. Guido, son oncle Eliseo et Giosuè sont arrêtés le jour de l'anniversaire de Giosuè. Eux, ainsi que de nombreux autres Juifs italiens, sont forcés de monter à bord d'un train en direction d'un camp de concentration. Dora insiste pour monter dans le train afin de rester avec sa famille. Cependant, une fois dans le camp, les hommes et les femmes sont séparés, et Dora ne revoit jamais sa famille durant leur internement. Guido réalise plusieurs tours ingénieux, comme détourner le haut-parleur du camp pour envoyer des messages, symboliques ou littéraux, à Dora afin de lui assurer que lui et Giosuè vont bien. Eliseo est assassiné dans une chambre à gaz peu après leur arrivée tandis que Giosuè échappe de justesse à la chambre à gaz, car il déteste se laver et n'a pas suivi les autres enfants lorsque ceux-ci ont été envoyés « prendre une douche ».
Guido cache constamment la véritable nature du camp à Giosuè. Il lui fait croire qu'il s'agit d'un jeu complexe dans lequel il doit accomplir diverses tâches pour accumuler des points. Le premier à atteindre mille points gagne un véritable char d'assaut. Guido explique à son fils que s'il pleure, réclame sa mère ou dit qu'il a faim, il perdra des points, tandis que les garçons silencieux qui se cachent des gardes en gagnent. Par moments, Giosuè doute du jeu, mais Guido l'encourage sans relâche.
Un jour, Guido profite de la présence d'officiers allemands et de leurs familles pour montrer à Giosuè que d'autres enfants se cachent, renforçant ainsi l'illusion du jeu, il trompe également une nourrice allemande en lui faisant croire que Giosuè est un garçon allemand, afin qu'il puisse manger pendant que Guido sert les officiers allemands. Giosuè doit rester silencieux durant cette partie du jeu et simplement suivre les autres enfants, car il ne parle pas allemand.
Giosuè est presque découvert lorsqu'il dit accidentellement « merci » en italien à un autre serveur pendant le dîner. Cependant, lorsque le serveur revient avec son supérieur, Guido improvise et enseigne à tous les enfants allemands à dire « merci » en italien, sauvant ainsi son fils.
Guido maintient son illusion jusqu'à la fin. Alors que le camp est en plein chaos en raison de l'approche des forces alliées, il dit à Giosuè de rester caché jusqu'à ce que tout le monde soit parti, affirmant que c'est la dernière épreuve du jeu avant de remporter le char d'assaut.
Guido part chercher Dora, mais il est capturé par un soldat allemand. Un officier ordonne son exécution, et il est emmené. En marchant vers sa mort, il croise une dernière fois Giosuè, lui adresse un clin d'œil et continue à jouer son rôle. Il est ensuite exécuté dans une ruelle.
Le lendemain matin, Giosuè sort de sa cachette juste au moment où une unité de l'armée américaine, menée par un char Sherman, libère le camp. Fou de joie et ignorant la mort de son père, Giosuè croit avoir gagné le char d'assaut, et un soldat américain, le trouvant seul et abandonné, le fait monter à bord.
Sur le chemin de la liberté, Giosuè aperçoit Dora parmi les survivants quittant le camp et la retrouve. Le jeune garçon, enthousiaste, raconte à sa mère comment il a gagné un char, comme son père le lui avait promis. L'adulte Giosuè, narrateur de l'histoire, se remémore alors les sacrifices que son père a faits pour lui.

## Fiche technique
- Titre français : La vie est belle
- Titre original : La vita è bella
- Réalisation : Roberto Benigni
- Scénario : Roberto Benigni et Vincenzo Cerami
- Musique : Nicola Piovani
- Décors : Danilo Donati
- Costumes : Danilo Donati
- Photographie : Tonino Delli Colli
- Montage : Simona Paggi
- Production : Elda Ferri et Gianluigi Braschi
- Sociétés de production :  Melampo Cinematografica, Walt Disney Pictures Italia et Cecchi Gori Group Tiger Cinematografica
- Sociétés de distribution :  États-Unis : Miramax Films ;  Suisse romande : Ascot Elite[4]
- Pays de production :  Italie
- Langues originales : italien, allemand, anglais et français
- Format :  couleur – 35 mm – 1,85:1 – son  Dolby Digital
- Genre : comédie dramatique
- Durée : 116 minutes
- Dates de sortie : 
  - Italie : 31 décembre 1997
  - France : mai 1998 (Festival de Cannes) ; 21 octobre 1998 (sortie nationale)
  - Turquie : 26 février 1999
  - Belgique : 14 octobre 1998
  - Suisse : 21 octobre 1998 (Suisse romande[5])
  - Canada : 6 novembre 1998
- Date de sortie en DVD : 15 mai 2002[Où ?]
- Classification Public : tout public

## Distribution

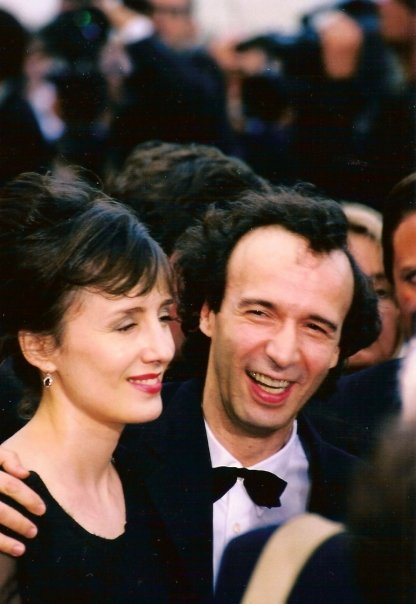
Roberto Benigni et Nicoletta Braschi à Cannes en 1998.

- Roberto Benigni (VF : Dominique Collignon-Maurin) : Guido Orefice
- Nicoletta Braschi (VF : Cécile Paoli) : Dora
- Giorgio Cantarini (VF : Maxime Nivet) : Giosué Orefice
- Giustino Durano (VF : René Bériard) : l'oncle Eliseo
- Horst Buchholz : Dr Lessing
- Amerigo Fontani (it) (VF : Samuel Labarthe) : Rodolfo
- Pietro De Silva (VF : Marc François) : Bartolomeo
- Marisa Paredes : la mère de Dora
- Giuliana Lojodice (VF : Annie Bertin) : la directrice de l'école
- Sergio Bustric (VF : Jacques Bouanich) : Ferruccio Papini
- Francesco Guzzo (VF : Franck Capillery) : Vittorino
- Raffaella Lebboroni (VF : Dominique Lelong) : Elena
- Claudio Alfonsi (VF : Bernard-Pierre Donnadieu) : l'ami fasciste de Rodolfo
- Massimo Bianchi (VF : Olivier Jankovic) : l'homme à la clé
- Giancarlo Cosentino (VF : Arnaud Arbessier) : Ernesto, le serveur
- Lydia Alfonsi : Madame Guicciardini
- Franco Mescolini (VF : Maurice Risch) : l'inspecteur de l'instruction publique
- Gina Rovere : la femme de chambre de Dora
- Richard Sammel : l'officier à la gare
- Andrea Tidona : le portier du Grand Hôtel
- ? (VF : Patrick Préjean) : Oresto
- Omero Antonutti : voix du narrateur (non crédité)

Source VF : AlloDoublage

## Musique
Toute la bande originale de La vie est belle a été composée par Nicola Piovani et interprétée par l'orchestre de l'académie musicale italienne sous la direction de l'auteur, à l'exception d'un morceau de Jacques Offenbach, la barcarolle « Belle nuit, ô nuit d'amour », de l'opéra Les Contes d'Hoffmann. Le 20 octobre 1998, l'album a été numérisé par Virgin Records America.
| Liste des titres de la bande originale | Liste des titres de la bande originale | Liste des titres de la bande originale | Liste des titres de la bande originale | Liste des titres de la bande originale | Liste des titres de la bande originale | Liste des titres de la bande originale | Liste des titres de la bande originale | Liste des titres de la bande originale | Liste des titres de la bande originale |
| No                                     | Titre                                  | Durée                                  |                                        |                                        |                                        |                                        |                                        |                                        |                                        |
| -------------------------------------- | -------------------------------------- | -------------------------------------- | -------------------------------------- | -------------------------------------- | -------------------------------------- | -------------------------------------- | -------------------------------------- | -------------------------------------- | -------------------------------------- |
| 1.                                     | Buon giorno principessa                | 3:43                                   |                                        |                                        |                                        |                                        |                                        |                                        |                                        |
| 2.                                     | La vita è bella                        | 2:49                                   |                                        |                                        |                                        |                                        |                                        |                                        |                                        |
| 3.                                     | Viva Giosué                            | 1:22                                   |                                        |                                        |                                        |                                        |                                        |                                        |                                        |
| 4.                                     | Grand Hotel Valse                      | 2:00                                   |                                        |                                        |                                        |                                        |                                        |                                        |                                        |
| 5.                                     | La notte di favola                     | 2:35                                   |                                        |                                        |                                        |                                        |                                        |                                        |                                        |
| 6.                                     | La notte di fuga                       | 3:52                                   |                                        |                                        |                                        |                                        |                                        |                                        |                                        |
| 7.                                     | Le uova nel capello                    | 1:10                                   |                                        |                                        |                                        |                                        |                                        |                                        |                                        |
| 8.                                     | Grand Hotel Fox                        | 1:57                                   |                                        |                                        |                                        |                                        |                                        |                                        |                                        |
| 9.                                     | Il treno nel buio                      | 2:22                                   |                                        |                                        |                                        |                                        |                                        |                                        |                                        |
| 10.                                    | Arriva il carro armato                 | 1:07                                   |                                        |                                        |                                        |                                        |                                        |                                        |                                        |
| 11.                                    | Valse Larmoyante                       | 2:06                                   |                                        |                                        |                                        |                                        |                                        |                                        |                                        |
| 12.                                    | L'uovo di struzzo - Danza etiope       | 1:56                                   |                                        |                                        |                                        |                                        |                                        |                                        |                                        |
| 13.                                    | Krautentang                            | 2:49                                   |                                        |                                        |                                        |                                        |                                        |                                        |                                        |
| 14.                                    | Il gioco di Giosué                     | 1:48                                   |                                        |                                        |                                        |                                        |                                        |                                        |                                        |
| 15.                                    | Barcarolle                             | 3:19                                   |                                        |                                        |                                        |                                        |                                        |                                        |                                        |
| 16.                                    | Guido e Ferrucio                       | 2:29                                   |                                        |                                        |                                        |                                        |                                        |                                        |                                        |
| 17.                                    | Abbiamo vinto                          | 3:02                                   |                                        |                                        |                                        |                                        |                                        |                                        |                                        |
| 40:26                                  |                                        |                                        |                                        |                                        |                                        |                                        |                                        |                                        |                                        |

La musique choisie contribue beaucoup à cet univers de conte : il existe plusieurs thèmes musicaux dans le film, un principal (le plus fréquent), un lors de scènes d'amour (comme quand Guido se retrouve seul avec Dora) et un pour les scènes dramatiques (comme quand ils sont emmenés au camp) et enfin un dernier qui représente la vie dans le camp.
Roberto Benigni définit lui-même son film comme une fable, un conte philosophique.

## Production

### Écriture
Le scénario de Train de vie de Radu Mihaileanu aurait été offert à Roberto Benigni en 1996, qui devait interpréter un fou qui a l'idée d'entreprendre une traversée en train jusqu'en Russie. Benigni avait décliné l'offre, affirmant que le sujet lui plaisait mais qu'il ne pouvait pas l'accepter. Un an plus tard, Benigni annonçait le tournage de La Vie est belle. Mihaileanu a ensuite démenti toute accusation de plagiat (son film décrivant la tentative des habitants d'un shtetl d'échapper à la déportation en organisant eux-mêmes un convoi).

### Tournage
Le tournage a lieu entre novembre 1996 et avril 1997, dans diverses localités italiennes, comprenant principalement Arezzo, ainsi que Montevarchi, Castiglion Fiorentino, Cortona, Ronciglione et Rome. 
Le camp de concentration est reconstitué dans une ancienne usine à Papigno, hameau de la commune de Terni, en Ombrie.

## Accueil

### Accueil critique
Le comité de sélection du Festival de Cannes hésita à la présence du film en compétition. Le film malgré son succès divisa la critique à Cannes et lors de sa sortie en salle. Ainsi, plusieurs d'entre elles questionnent la pertinence et la façon du film de reconstituer les événements à travers son ton comique et léger. Le long-métrage est comparé au fameux film inachevé de Jerry Lewis, The Day the Clown Cried,. Les Inrocks avec Serge Kaganski apprécient la première partie mais dénoncent la représentation de l'Holocauste et des camps, adoucie, qui serait inauthentique ; le film est vu comme irresponsable et servant contre son gré les théories révisionnistes, Kaganski prônant la « position lanzmanno-godardienne ». Les Échos louent les gags, l'émotion, la sincérité de l'auteur, mais indiquent que le film doit servir le devoir de mémoire. Libération émet une réserve sur une entreprise d'exorcisme du public. Le Monde salue l'allégorie et l'excentricité du film, bien que d'autres critiques du journal dénoncent aussi la pertinence du sujet,. Benigni répond à ces critiques qu'il fait dans le registre de la fable, du conte et qu'il n'a pas voulu faire dans le réalisme méthodique sur l'Italie fasciste et les camps.
Le box-office français le classe à la septième place des trente neuf films millionnaires en 1998, année de sortie dans l'Hexagone.  
Sens Critique le note 7,8/10 au travers de 307 critiques

### Box-office
| Pays       | Année | Entrées            |
| ---------- | ----- | ------------------ |
| États-Unis | 1998  | 13 001 000 entrées |
| Italie     | 1997  | 10 244 735 entrées |
| France     | 1998  | 4 367 065 entrées  |
| Espagne    | 1999  | 4 174 530 entrées  |
| Allemagne  | 1998  | 2 089 181 entrées  |

## Distinctions
Le film cumule 63 prix et 39 nominations. Il a notamment remporté trois Oscars, un César et le Grand prix du jury du festival de Cannes.
Principales récompenses :
- David di Donatello 1998 : dix récompenses
- Festival de Cannes 1998 : Grand prix du jury
- Online Film Critics Society Awards 1998 : meilleur film en langue étrangère
- Festival des films du monde de Montréal 1998 : Prix du public
- Festival de Toronto 1998 : Prix du public
- Festival du cinéma international en Abitibi-Témiscamingue 1998: Grand Prix Hydro-Québec.
- Festival de Vancouver 1998 : Prix du film le plus populaire
- Oscars 1999 :
  - Oscar du meilleur acteur pour Roberto Benigni
  - Oscar du meilleur film étranger
  - Oscar de la meilleure musique
- César 1999 : César du meilleur film étranger
- Prix Goya 2000 : meilleur film européen

## Autour du film
- Même s'il n'est volontairement jamais cité puisque le film est avant tout une fable, un conte moderne et non un film historique[18], le camp dans le film est en partie inspiré d'Auschwitz-Birkenau[19] (le camp d'Auschwitz est cité dans le générique de fin) libéré, lui, par l'armée rouge.
- Un ancien Sonderkommando du camp d'Auschwitz, Shlomo Venezia, et l'historien Marcello Pezzetti, ont été contactés par Benigni en tant que consultants, ce qui a contribué à rendre le film plus réaliste.
- Antérieurement, Jacob le menteur (Jakob, der Lügner), film germano-tchécoslovaque réalisé par Frank Beyer et sorti en 1975, traitait du même sujet avec un bon accueil critique.